# Airtight Games
Airtight Games a fost un dezvoltator de jocuri video independent american cu sediul în Redmond, fondat în 2004. Era alcătuit din foști membri ai FASA Studio, Will Vinton Studios și Microsoft, precum și alte câteva studiouri, cu membri cheie incluzând președintele și directorul de creație Jim Deal, art director Matt Brunner și co-fondatorul Ed Fries.

## Jocuri dezvoltate
| An   | Titlu                  | Platformă | Platformă | Platformă | Platformă | Platformă | Platformă | Platformă |
| An   | Titlu                  | And       | iOS       | PS3       | Win       | X360      | PS4       | XBO       |
| ---- | ---------------------- | --------- | --------- | --------- | --------- | --------- | --------- | --------- |
| 2010 | Dark Void              | Nu        | Nu        | Da        | Da        | Da        | Nu        | Nu        |
| 2012 | Quantum Conundrum      | Nu        | Nu        | Da        | Da        | Da        | Nu        | Nu        |
| 2012 | Pixld                  | Nu        | Da        | Nu        | Nu        | Nu        | Nu        | Nu        |
| 2013 | DerpBike               | Nu        | Da        | Nu        | Nu        | Nu        | Nu        | Nu        |
| 2014 | Soul Fjord             | Da        | Nu        | Nu        | Nu        | Nu        | Nu        | Nu        |
| 2014 | Murdered: Soul Suspect | Nu        | Nu        | Da        | Da        | Da        | Da        | Da        |